# Serie B 1902-1903
La Serie B 1902-1903 è stata la 5ª edizione della seconda divisione del campionato svizzero di calcio e vide la vittoria finale dello Zurigo II.

## Stagione

### Formula
Le sedici squadre partecipanti vennero suddivise in tre gironi geografici e si affrontarono in un girone all'italiana. 

Le squadre vincitrici del rispettivo girone si qualificarono successivamente per la fase finale per contendersi il titolo.

## Squadre partecipanti
| Club                 | Città             |
| -------------------- | ----------------- |
| Basilea II           | Basilea           |
| Berna II             | Berna             |
| Black Fellows Berna  | Berna             |
| Concordia Zurigo     | Zurigo            |
| Fire Files Zurigo    | Zurigo            |
| Floria Bienna        | Bienne            |
| Grasshoppers II      | Zurigo            |
| La Chaux-de-Fonds II | La Chaux-de-Fonds |
| Latin Winterthur     | Winterthur        |
| Montriond Losanna II | Losanna           |
| Nyon                 | Nyon              |
| Old Boys Basilea II  | Basilea           |
| San Gallo II         | San Gallo         |
| Weissenbühl Berna    | Berna             |
| Young Boys II        | Berna             |
| Zurigo II            | Zurigo            |

## Torneo

### Girone Est
Il Latin Winterthur venne squalificato, mentre il Fire Files Zurigo si ritirò dal campionato.

#### Classifica finale
|  | Pos. | Squadra          | Pt | G | V | N | P | GF | GS | DR  |
|  | ---- | ---------------- | -- | - | - | - | - | -- | -- | --- |
|  | 1.   | Zurigo II        | 10 | 6 | 5 | 0 | 1 | 29 | 18 | +11 |
|  | 2.   | Grasshoppers II  | 8  | 6 | 4 | 0 | 2 | 13 | 11 | +2  |
|  | 3.   | Concordia Zurigo | 3  | 6 | 1 | 1 | 4 | 7  | 21 | -14 |
|  | 4.   | San Gallo II     | 3  | 6 | 1 | 1 | 4 | 7  | 15 | -8  |

Legenda:
      Qualificato alla fase finale.
Note:
Due punti a vittoria, uno a pareggio, zero a sconfitta.

### Girone Centro 1

#### Classifica finale
|  | Pos. | Squadra             | Pt | G  | V | N | P  | GF | GS | DR  |
|  | ---- | ------------------- | -- | -- | - | - | -- | -- | -- | --- |
|  | 1.   | Young Boys II       | 15 | 10 | 7 | 1 | 2  | 38 | 12 | +26 |
|  | 2.   | Old Boys Basilea II | 15 | 10 | 7 | 1 | 2  | 25 | 15 | +10 |
|  | 3.   | Weissenbühl Berna   | 13 | 10 | 6 | 1 | 4  | 24 | 21 | +3  |
|  | 4.   | Basilea II          | 10 | 10 | 5 | 0 | 5  | 15 | 15 | +0  |
|  | 5.   | Berna II            | 7  | 10 | 3 | 1 | 6  | 12 | 17 | -5  |
|  | 6.   | Black Fellows Bern  | 0  | 10 | 0 | 0 | 19 | 2  | 36 | -34 |

Legenda:
      Ammesso al play-off per l'accesso alla fase finale.
Note:
Due punti a vittoria, uno a pareggio, zero a sconfitta.

#### Play-off
|               | Risultato |                     |
| ------------- | --------- | ------------------- |
| Young Boys II | 2 - 1     | Old Boys Basilea II |
|               |           |                     |

- Young Boys II qualificato alla fase finale.

### Girone Ovest

#### Classifica finale
|  | Pos. | Squadra              | Pt | G | V | N | P | GF | GS | DR  |
|  | ---- | -------------------- | -- | - | - | - | - | -- | -- | --- |
|  | 1.   | Floria Bienna        | 12 | 6 | 6 | 0 | 0 | 21 | 13 | +8  |
|  | 2.   | Nyon                 | 4  | 6 | 1 | 2 | 3 | 6  | 19 | -13 |
|  | 3.   | La Chaux-de-Fonds II | 4  | 6 | 2 | 0 | 4 | 8  | 14 | -6  |
|  | 4.   | Montriond Losanna II | 4  | 6 | 1 | 2 | 3 | 4  | 13 | -9  |

Legenda:
      Qualificato alla fase finale.
Note:
Due punti a vittoria, uno a pareggio, zero a sconfitta.

### Fase finale

#### Risultati
| Zurigo 22 marzo 1903 | Zurigo II | 6 – 0 | Young Boys II |  |

| Zurigo 29 marzo 1903 | Floria Bienna | 1 – 0 | Young Boys II |  |

| Berna 5 aprile 1903 | Floria Bienna | 1 – 1 | Zurigo II |  |

#### Classifica finale
|  | Pos. | Squadra       | Pt | G | V | N | P | GF | GS | DR |
|  | ---- | ------------- | -- | - | - | - | - | -- | -- | -- |
|  | 1.   | Zurigo II     | 3  | 2 | 1 | 1 | 0 | 7  | 1  | +6 |
|  | 2.   | Floria Bienna | 3  | 2 | 1 | 1 | 0 | 2  | 1  | +1 |
|  | 3.   | Young Boys II | 0  | 2 | 0 | 0 | 2 | 0  | 7  | -7 |

Legenda:
      Campione di Serie B
Note:
Due punti a vittoria, uno a pareggio, zero a sconfitta.

## Verdetto finale
- Zurigo II campione di Serie B 1902-1903.